# Ghyslaine Côté
Ghyslaine Côté est une réalisatrice, actrice et scénariste québécoise.

## Biographie
Elle est surtout connue pour avoir réalisé "Elles étaient cinq", qui a remporté le Prix du film canadien le plus populaire et le Prix de la meilleure contribution artistique au Festival des films du monde de Montréal 2004. 

## Filmographie

### Comme réalisatrice
- 1998 : Pendant ce temps...
- 1999 : Pin-Pon: Le film
- 2004 : Elles étaient cinq
- 2006 : Le Secret de ma mère

### Comme actrice
- 1992 : Coup de chance (TV)
- 1998 : Pendant ce temps... : Mère
- 2004 : La Peau blanche : Administratrice de l'université
- 2004 : Elles étaient cinq : Psychologue

### Comme scénariste
- 1998 : Pendant ce temps...

## Récompenses et distinctions

### Récompenses
- 2004 : Prix de la meilleure contribution artistique au Festival des films du monde  de Montréal pour Elles étaient cinq

### Nominations
- 2004 : Grand prix des Amériques au Festival des films du monde de Montréal pour Elles étaient cinq
- 2005 : Grand prix au Festival du film  de Paris pour Elles étaient cinq